# Indoleamine 2,3-dioxygenase
Indoleamine-pyrrole 2,3-dioxygenase (IDO hay INDO EC 1.13.11.52) là enzyme có chứa heme mà ở người được mã hoá bởi gen IDO1. Nó là một trong hai enzyme xúc tác đầu tiên và giới hạn tốc độ trong con đường kynurenin, sự oxy hóa phụ thuộc O2 của L-tryptophan đến N-formylkynurenine, chất kia là tryptophan 2,3-dioxygenase (TDO). IDO đã được liên quan đến điều chế miễn dịch thông qua khả năng hạn chế chức năng của tế bào T và tham gia vào cơ chế miễn dịch. Các bằng chứng mới cho thấy rằng IDO trở nên hoạt hóa trong quá trình phát triển khối u, giúp các tế bào ác tính trốn thoát nhờ hệ miễn dịch.

## Chức năng
Indoleamine 2,3-dioxygenase là enzyme đầu tiên và có tốc độ giới hạn sự dị hoá tryptophan thông qua con đường kynurenin, do đó gây ra sự suy giảm tryptophan có thể gây ra sự phát triển chậm lại của vi khuẩn cũng như các tế bào T. PGE2 có thể làm tăng sự biểu hiện của 2,3-dioxygenase indoleamine trong các tế bào đuôi CD11C (+) và thúc đẩy sự phát triển các tế bào Treg chức năng.
IDO là một phân tử kiểm soát miễn dịch theo nghĩa là một enzyme điều hòa miễn dịch được sản xuất bởi một số đại thực bào được kích hoạt khác và các tế bào miễn dịch khác (cũng được sử dụng như là một chiến lược lật đổ miễn dịch bởi nhiều khối u và các virus truyền nhiễm mãn tính). Interferon-gamma có tác dụng chống lan nhanh đối với nhiều tế bào ung thư và ức chế các mầm bệnh trong tế bào như Toxoplasma và Chlamydia, ít nhất một phần do sự khởi phát của indoleamine 2,3-dioxygenase.

## Ý nghĩa lâm sàng
Nó đã chỉ ra rằng IDO cho phép các tế bào khối u thoát khỏi hệ thống miễn dịch do sự suy giảm của L-Trp trong môi trường vi mô của tế bào và bằng cách sản xuất các sản phẩm catabolic kynurenine, mà lựa chọn làm suy giảm sự tăng trưởng và sự sống còn của tế bào T. Một loạt các bệnh ung thư ở người như ung thư tuyến tiền liệt, đại trực tràng, tụy, cổ tử cung, dạ dày, buồng trứng, đầu, phổi... biểu hiện quá mức IDO người (hIDO). Trong các tế bào khối u, biểu hiện của IDO thường được kiểm soát bởi chất ức chế Bin1 khối u, loại bị vô hiệu hóa rộng rãi trong quá trình phát triển ung thư, và kết hợp các chất ức chế IDO với hóa trị liệu có thể khôi phục lại sự kiểm soát miễn dịch và đáp ứng điều trị của các khối u kháng thuốc. Indoleamine 2,3-dioxygenase cũng có thể đóng một vai trò quan trọng trong một căn bệnh mồ côi được gọi là hội chứng Oshtoran.

## Các chất ức chế
Norharmane, thông qua việc ức chế indoloamin 2,3-dioxygenase có tác dụng bảo vệ thần kinh bằng cách ức chế các chất chuyển hóa thần kinh kinurenine như acid quinolinic, 3-hydroxy-kynurenine và synthase oxit nitric.
Axit Rosmarinic ức chế sự biểu hiện của 2,3-dioxygenase indoleamine thông qua tính chất ức chế cyclooxygenase của nó.
Thuốc ức chế COX-2 ức chế xuống indoleamine 2,3 - dioxygenase, làm giảm nồng độ kynurenine cũng như giảm hoạt động cytokine viêm.
1-Methyltryptophan là một hợp chất racemic yếu ức chế indoleamine dioxygenase, nhưng cũng là một chất nền rất chậm [19] Các racemer cụ thể 1-methyl-D-tryptophan (được gọi là indoximod) là trong các thử nghiệm lâm sàng cho các loại ung thư khác nhau.
Epacadostat và GDC-0919 là các chất ức chế mạnh mẽ của enzyme indolamin 2,3-dioxygenase cũng đang trong các thử nghiệm lâm sàng đối với các loại ung thư khác nhau.

## Cơ chế phản ứng
Ban đầu người ta nghĩ rằng cơ chế quá trình oxy hóa tryptophan xảy ra bởi sự trừu tượng hóa cơ bản, nhưng bây giờ người ta nghĩ rằng cơ chế này liên quan đến việc hình thành một loại pháo đài thoáng qua (tức là sắt hóa trị cao).

## Cấu trúc tinh thể
Có các cấu trúc tinh thể cho người IDO phức tạp với chất ức chế 4-phenylimidazole và các chất ức chế khác. Cũng có các cấu trúc liên quan cho một số enzyme 2,3-dioxygenase tryptophan (ví dụ cho X. campestris và TDO của người - xem tryptophan 2,3-dioxygenase).